# Paramys
Paramys is een geslacht van uitgestorven knaagdieren uit de Ischyromyidae, een familie die verwant is aan de Sciuromorpha. Het was een eekhoornachtig dier en een van de oudste knaagdieren. Van het Laat-Paleoceen tot Vroeg-Oligoceen kwam Paramys voor in Noord-Amerika en Europa.

## Ontwikkeling
Paramys ontwikkelde zich in het Clarkforkian in Noord-Amerika, circa 56,5 miljoen jaar geleden. Het geslacht verspreidde zich vervolgens naar andere continenten in het Vroeg-Eoceen. In Noord-Amerika overleefde Paramys tot in het Whitneyan, ongeveer 33 miljoen jaar geleden.

## Fossiele vondsten
Paramys is het meest voorkomende knaagdier op veel fossielenlocaties. Het dier is met name bekend uit Noord-Amerika, waar vondsten zijn gedaan in de Verenigde Staten en Canada. In Europa zijn fossielen van Paramys gevonden in Belgische Dormaal en in Engeland.

## Kenmerken
De lichaamsbouw en wijze van bewegen van Paramys leek op die van de eekhoorns. Er was een sterke variatie in formaat tussen de verschillende Paramys-soorten. P. atavus uit het Clarkforkian was zo groot als een muis en tijdens het Paleocene-Eocene Thermal Maximum kwam in de centrale Verenigde Staten een dwergvorm voor. De soorten uit het Eoceen waren beduidend groter met een formaat dat overkwam met hedendaagse reuzeneekhoorns en prairiehonden voor P. copei uit het Wasatchian (berekend gewicht van 1030 tot 1329 gram) en met marmotten voor P. taurus (berekend gewicht van 1291 gram) en P. delicatus uit het Bridgerian (berekend gewicht van 2914 tot 4005 gram). De bouw van de poten wijst er op dat Paramys een generalist was die zowel op de grond als in de bomen leefde. De voorpoten komen overeen met die van hedendaagse boomeekhoorns, terwijl de sterke achterpoten vergelijkbaar zijn met die van moderne grondeekhoorns. Aan elke voet zaten vijf geklauwde tenen. In beide kaken zaten knaagtanden en Paramys voedde zich met noten, zaden en fruit. Gereconstrueerde afgietsels van de schedels van Paramys tonen grote hersenen, die zelfs groter waren dan die van primaten uit dezelfde periode. De neocortex is bij Paramys echter wel kleiner dan bij de primitiefste primaat.